# Unicredit Czech Open 1999
L'Unicredit Czech Open 1999 è stato un torneo di tennis facente parte della categoria ATP Challenger Series nell'ambito dell'ATP Challenger Series 1999. Il torneo si è giocato a Prostějov in Repubblica Ceca dal 1° al 6 giugno 1999 su campi in terra rossa.

## Vincitori

### Singolare
Richard Fromberg ha battuto in finale  Juan Carlos Ferrero con il punteggio di 7–6, 5–7, 6–4

### Doppio
Dinu Pescariu /  Eric Taino hanno battuto in finale  Devin Bowen /  Eyal Ran con il punteggio di 6–3, 6–3